# Conchita Goyanes
Conchita Goyanes (Coín, 1946 – Madrid, 13 februari 2016) was een Spaanse actrice.

## Levensloop en carrière
Goyanes kwam uit een familie van acteurs. Haar grootvader, Alfonso Muñoz (1889-1957), was een bekend Spaans acteur. Ook haar moeder Mimí Muñoz (1914-1987) en zussen Vicky Lagos (1940), Mara (1942-2006) en Marie-José (1948) werden actrice. Al op tienjarige leeftijd maakte Goyanes haar debuut als kindactrice. Goyanes speelde hoofdzakelijk in het theater. Zo acteerde ze onder meer in Een Midzomernachtdroom. Haar laatste rol was in de televisiekomedie La que se avecina.
Goyanes overleed in 2016 op 69-jarige leeftijd.